# Christoph Büttner (Mediziner und Alchemist)
Christoph Büttner (* 1526 in Annaberg; † 1586), auch bekannt als Christoph Pithopeius, war ein deutscher Mediziner und Alchemist.

## Leben und Wirken
Christoph Büttner begann seine berufliche Laufbahn von 1557 bis 1567 am Hof des preußischen Herzogs Albrecht in Königsberg, wo er als Erzieher von Albrechts später geisteskrankem Sohn Albrecht Friedrich tätig war. Während seiner Zeit in Königsberg nahm Büttner ein Studium der Medizin auf, das er mit einer Promotion abschloss.
Nach seiner Promotion wurde Büttner ein Jahresgehalt von 300 fl. versprochen, das jedoch aufgrund des baldigen Todes des Herzogs nicht realisiert wurde. 1563 veröffentlichte er in Königsberg ein Buch über die Gicht, in dem er die Lehren von Paracelsus vertrat.
1567 holte ihn das sächsische Kurfürstenpaar Anna und August nach Annaberg und Dresden, wo er als „paracelsischer Pharmazeut“ bzw. Alchemist in den Laboren der beiden Ehegatten wirkte. Vor 1571 wurde Büttner zum kurfürstlichen Leibarzt ernannt. Im Oktober 1571 entsandte ihn der Kurfürst nach Berlin, um alchemistische Kenntnisse von dem brandenburgischen Leibarzt Leonhard Thurneysser zu erlernen.
Mitte der 1580er Jahre ließ sich Büttner beurlauben und kehrte nach Königsberg zurück, praktizierte jedoch bis 1583 in Danzig. Der Kontakt zum Dresdner Hof riss während dieser Zeit nicht ab; Anfang 1582 setzte sich Kurfürst August beim polnischen König für Büttner ein.